# Nobiltà coreana
La nobiltà coreana comprende tutti gli individui e le famiglie riconosciute dalla Corea sino al termine della locale occupazione giapponese come membri della classe aristocratica, quindi titolari di privilegi ereditari.

## Le origini
Come fecero i benedettini e altri ordini monastici durante il medioevo, i monaci buddisti divennero i guardiani della tradizione letteraria coreana dal periodo Silla sino alla fine del dominio della dinastia Goryeo. I monaci buddisti coreani furono tra l'altro i primi inventori di una pressa per libri metallica a pressione, 500 anni prima di Gutenberg per stampare antichi testi buddisti e quindi è soprattutto grazie al loro intervento che oggi conosciamo molto della storia dell'aristocrazia della Corea sin dai tempi antichi.

## Governanti e principi

### Titoli originali
I monarchi di Goguryeo adottarono il titolo di taewang che li poneva al medesimo livello degli imperatori cinesi. La traduzione letterale del titolo è "grandissimo re". I primi monarchi di Silla utilizzarono i titoli di geoseogan, chachaung, isageum ed infine maripgan sino al 503. Questo seguiva la più antica tradizione dei re coreani che erano soliti indicarsi come han o kan, derivato dal titolo turco di khan. Marip originariamente significava il più alto, e gan significava governante. Inoltre, i Baekje usarono il titolo di eoraha, con ha a significare "regnante" e eora a significare "il più grande".

### Imperatore
I regnanti di Corea adottarono il titolo di je (제; 帝), o "imperatore" durante le dinastie Balhae e Goryeo. Il titolo venne ripreso per due decenni durante l'Impero coreano.

### Re
Wang (hangŭl: 왕; hanja: 王), o re, era il titolo cinese utilizzato anche in molti stati dalla dissoluzione di Gojoseon, Buyeo, Goguryeo, Baekje, Silla e Balhae, Goryeo. I monarchi della dinastia Goguryeo utilizzarono il titolo di taewang, nel significato di "grande re". Sul finire del regno Goryeo (918-1392) e con l'inizio della dinastia Joseon (sino al 1897) i governanti della Corea continuarono ad essere noti col nome di "re", come nel caso di Sejong il Grande.

### Principe
Gun (군; 君) tradotto come "principe". Il principe reale nato dalla principale consorte reale (regina) era designato col titolo di daegun, traducibile col titolo di "gran principe del sangue". I principi nati dalle concubine avevano il titolo di gun (spesso indicato come wangja-gun), tradotto come "principe del sangue". Il padre di un re che non avesse mai regnato otteneva il titolo di daewongun ("gran principe del sangue a corte").
Quanti si fossero largamente distinti in servizio a corte potevano portare ugualmente il titolo di principe. Buwongun (gran principe a corte), era ad esempio il titolo concesso al suocero del regnante o a quanti avessero raggiunto il rango di consigliere capo dello Stato. Gun era il titolo concesso ai soggetti meritevoli che avessero raggiunto il grado di consigliere di Stato. Questi principi rendevano parte del loro titolo la città a cui il soggetto era affiliato. Sebbene designato come signore di una determinata area, il titolo risultava puramente onorifico.
Il titolo di gun poteva anche essere concesso ai regnanti detronizzati come nel caso degli ex sovrani e principi della dinastia Joseon. Tre furono i re detronizzati ad essere chiamati gun nella dinastia Joseon (uno restaurato alla dignità di re postumo).
Sotto l'Impero coreano (1897–1910), il principe del sangue ottenne il titolo di chinwang, la cui traduzione letterale è "re imperiale del sangue" anche se il significato è quello di "principe imperiale del sangue". Vennero nominati solo quattro chinwang.

## L'aristocrazia prima dei Joseon

### Silla
A Silla, la nobiltà fu a lungo suddivisa in due classi: "ossa sacre" che significava persone eleggibili alla successione reale, e "vere ossa" che corrispondevano alla restante aristocrazia, sino a quando questa forma cadde definitivamente in disuso.
Lo stato a quel punto adottò una categorizzazione dell'aristocrazia in ranghi simili a quelli cinesi come segue:
- gun, principe.
- gong, duca, titolo concesso anche ai progenitori dei principali clan locali.
- champ'an, marchese.
- poguk, conte.
- pansŏ, visconte.
- chamise, barone.
- chusa, qualcosa simile al baronetto inglese.

### Goryeo
All'epoca dei Goryeo, la nobiltà coreana venne divisa in sei classi di merito:
- gukgong (國公), duca di una nazione
- gungong (郡公), duca di una contea
- hyeonhu (縣侯), marchese di una città
- 'hyeonbaek (縣伯), conte di una città
- gaegukja(開國子), visconte di una città
- hyeonnam (縣男), barone di una città.

Anche il titolo di taeja (hangŭl: 태자, hanja: 太子) venne concesso a figli di imperatori. In altri paesi però questo titolo ebbe il significato di "principe della corona". Esso era più simile a chinwang (hangŭl: 친왕, hanja: 親王) dell'Impero coreano.

### Famiglie nobili in Corea
Alcuni clan ricoprirono dei ranghi particolari nella società e nella storia coreana che possono essere considerati equiparabili alla nobiltà che a loro volta traevano riferimento dai seguenti personaggi a capo delle diverse famiglie:
- Lee di Jeonju
- Kim di Andong (안동 김씨: 安東 金氏)
- Kim di Gimhae
- Han di Cheongju (청주 한씨, 淸州韓氏)
- Kim di Gyeongju
- Lee di Gyeongju (경주 이씨, 慶州 李氏)
- Park di Miryang
- Seo di Dalsung (달성 서씨, 達城 徐氏)
- Seok di Gyeongju
- Ko di Pyeongyang

Durante la dinastia Yuan, uno dei discendenti di Confucio, che era figlio di uno dei figli del duca Yansheng Kong Huan 孔浣, di nome Kong Shao 孔紹, si trasferì dalla Cina a Goryeo stabilendo qui un ramo della propria famiglia dopo aver sposato una donna coreana (una figlia di Jo Jin-gyeong 曹晉慶) durante il governo di Toghon Temür. Questo ramo della famiglia ricevette un trattamento aristocratico presso i Joseon di Corea.